# Screen Actors Guild Awards 2022
La cerimonia di premiazione della 28ª edizione dei Screen Actors Guild (SAG) Awards ha avuto luogo il 27 febbraio 2022 al Barker Hangar a Santa Monica, ed è stata trasmessa in diretta negli Stati Uniti dalle emittenti TNT e TBS.
Le candidature sono state annunciate da Vanessa Hudgens e Rosario Dawson il 12 gennaio 2022.

## Cinema

### Migliore attore protagonista
- Will Smith – Una famiglia vincente - King Richard (King Richard)
- Javier Bardem - A proposito dei Ricardo (Being the Ricardos)
- Benedict Cumberbatch - Il potere del cane (The Power of the Dog)
- Andrew Garfield – Tick, Tick... BOOM!
- Denzel Washington - Macbeth (The Tragedy of Macbeth)

### Migliore attrice protagonista
- Jessica Chastain - Gli occhi di Tammy Faye (The Eyes of Tammy Faye)
- Olivia Colman - La figlia oscura (The Lost Daughter)
- Lady Gaga - House of Gucci
- Jennifer Hudson - Respect
- Nicole Kidman - A proposito dei Ricardo (Being the Ricardos)

### Migliore attore non protagonista
- Troy Kotsur - I segni del cuore (CODA)
- Ben Affleck - Il bar delle grandi speranze (The Tender Bar)
- Bradley Cooper - Licorice Pizza
- Jared Leto – House of Gucci
- Kodi Smit-McPhee – Il potere del cane (The Power of the Dog)

### Migliore attrice non protagonista
- Ariana DeBose – West Side Story
- Caitríona Balfe - Belfast
- Cate Blanchett - La fiera delle illusioni - Nightmare Alley (Nightmare Alley)
- Kirsten Dunst – ll potere del cane (The Power of the Dog)
- Ruth Negga - Due donne - Passing (Passing)

### Miglior cast cinematografico
- I segni del cuore (CODA)
- Belfast
- Don't Look Up
- House of Gucci
- Una famiglia vincente - King Richard (King Richard)

### Migliori controfigure cinematografiche
- No Time to Die
- Black Widow
- Dune
- Matrix Resurrections
- Shang-Chi e la leggenda dei Dieci Anelli

## Televisione

### Migliore attore in un film televisivo o mini-serie
- Michael Keaton - Dopesick - Dichiarazione di dipendenza (Dopesick)
- Murray Bartlett - The White Lotus
- Oscar Isaac - Scene da un matrimonio (Scenes from a Marriage)
- Ewan McGregor - Halston
- Evan Peters - Omicidio a Easttown (Mare of Easttown)

### Migliore attrice in un film televisivo o mini-serie
- Kate Winslet - Omicidio a Easttown (Mare of Easttown)
- Jennifer Coolidge - The White Lotus
- Cynthia Erivo - Genius
- Margaret Qualley - Maid
- Jean Smart - Omicidio a Easttown (Mare of Easttown)

### Migliore attore in una serie drammatica
- Lee Jung-jae - Squid Game
- Brian Cox - Succession
- Billy Crudup – The Morning Show
- Kieran Culkin - Succession
- Jeremy Strong - Succession

### Migliore attrice in una serie drammatica
- Jung Ho-yeon - Squid Game
- Jennifer Aniston – The Morning Show
- Elisabeth Moss – The Handmaid's Tale
- Sarah Snook - Succession
- Reese Witherspoon – The Morning Show

### Migliore attore in una serie commedia
- Jason Sudeikis - Ted Lasso
- Michael Douglas - Il metodo Kominsky (The Kominsky Method)
- Brett Goldstein - Ted Lasso
- Steve Martin - Only Murders in the Building
- Martin Short - Only Murders in the Building

### Migliore attrice in una serie commedia
- Jean Smart - Hacks
- Elle Fanning - The Great
- Sandra Oh - La direttrice (The Chair)
- Juno Temple - Ted Lasso
- Hannah Waddingham - Ted Lasso

### Miglior cast in una serie drammatica
- Succession
- The Handmaid's Tale
- The Morning Show
- Squid Game
- Yellowstone

### Miglior cast in una serie commedia
- Ted Lasso
- The Great
- Hacks
- Il metodo Kominsky (The Kominsky Method)
- Only Murders in the Building

### Migliori controfigure televisive
- Squid Game
- Cobra Kai
- The Falcon and the Winter Soldier
- Loki
- Omicidio a Easttown (Mare of Easttown)